# Ségéne mac Fiachra
Ségéne mac Fiachra (mort le 12 août 652) ecclésiastique irlandais qui fut abbé d'Iona de 623 à 652.

## Biographie
Ségéne mac Fiachrai est le neveu de Laisrén mac Feradach comme ce dernier c'est un proche parent de Colomba d'Iona car il appartient à la parentèle du Cenél Conaill issu de Fergus Cennfhota lui-même fils de Conall Gulban . Il est le premier abbé à avoir servi comme moine pendant l'épiscopat du fondateur de l'abbaye d'Iona. 
Ségéne est le successeur de Fergna Britt mac Faílbi et il joue un rôle crucial dans la transmission des traditions relatives à Colomba reprises par Adomnan. C'est Ségéne qui a entendu le roi Oswald de Northumbrie relater sa vision de Colomba à l'aube de son combat décisif contre Cadwallon près d'Hexham en 634. Oswald avait sans doute déjà rencontré Ségéne lors de son exil parmi les scots mais leur seconde rencontre est intervenue entre 634 et la mort d'Oswald en 642. L'abbé Ségène est le destinataire des correspondances adressées par Cummian un des chefs de l'église irlandaise en 632-633 exhortant Ségène et la communauté d'Iona à abandonner la datation celtique de Pâque. Il fait également partie des principaux ecclésiastiques du nord de l'Irlande  qui écrivent au pape Séverin pour lui proposer de discuter de la question lors d'un synode. La réponse du nouveau pape Jean IV  élu qui succède à Severin en août 640 est conservée par Bède le Vénérable dans son Histoire ecclésiastique dans laquelle il s'adresse entre autres à l'abbé d'Armagh et à Segenus d'Iona décrit comme un prêtre. En dépit des admonestations pontificales Ségéne et le clergé d'Iona restent sur leurs positions
Ségène est aussi invité par Oswald à implanter une église chrétienne en Northumbrie en en 634-635 l'évêque Aidan est envoyé avec quelques compagnons d'Iona pour s'établir à Lindisfarne. Pendant le reste de son abbatiat Ségéne exerce une très forte influence sur l'église anglo-saxonne naissante de Northumbrie par l'intermédiaire de l'évêché de Lindisfarne. Il établit également une église sur île de Rathlin ou Lambay au large de la cote irlandaise en 635 et du fait de sa vaste juridiction sur le royaume irlandais, les Pictes Scots et Anglais il devient à cette époque jusqu'à sa mort le chef religieux le plus influent des îles britanniques. Dégèné meurt en 652 une année après que l'évêque Aidan ne décède à Bamburgh. Sa fête est observée le 12 aout et il a comme successeur Suibhne moccu Fir Thrí

## Liens
- Notices dans des dictionnaires ou encyclopédies généralistes :   - Dictionary of Irish Biography
  - Oxford Dictionary of National Biography